# Transportmuseum
Et transportmuseum eller trafikmuseum er et museum med fokus på transportmidler og deres historie, og som typisk udstiller eksempler på transportmidler og tilhørende effekter. Ofte ligger fokus på et bestemt land eller område, en bestemt type transportmiddel eller en bestemt historisk periode. Særlige former for transportmuseer tæller jernbanemuseer, veteranbaner, sporvejsmuseer, luftfartsmuseer, motorcykelmuseer, bilmuseer, søfartsmuseer og museumsskibe. Derudover er trafikmuseer ofte en del af tekniske museer.